# Frauen im Bayerischen Landtag der Weimarer Republik
Am 7. November 1918 verkündete Bayern als erster deutscher Staat im Zuge der Revolution das aktive und passive Frauenwahlrecht, fünf Tage bevor auf Reichsebene nachgezogen wurde. Dies ebnete Frauen erstmals den Weg als Abgeordnete in das Landesparlament des Freistaates einzuziehen. Bis zur Rücknahme des Frauenwahlrechts im Rahmen der Machtübernahme durch die NSDAP waren Frauen somit in der Position, aktiven Einfluss auf die Politikgestaltung in Bayern zu nehmen.

## Frauenanteil im vorläufigen Nationalrat sowie den darauffolgenden Landtagen
Viele der Frauen, die sich zuvor aktiv für das Frauenstimmrecht engagiert hatten, beteiligten sich nun am neuen politischen Leben. Im provisorisch zusammengestellten Nationalrat, der übergangsweise bis zur Wahl des ersten demokratischen Landtags bestand, waren unter den 256 Mitgliedern acht Frauen: Anita Augspurg, Aloisa Eberle, Hedwig Kämpfer, Rosa Kempf, Luise Kiesselbach, Emilie Mauerer, Marie Sturm, Helene Sumper, was einem Anteil von 3,1 % entspricht.
Die Wahlbeteiligung des ersten demokratischen Landtag am 12. Januar 1919 lag bei den Frauen mit 87,9 % geringfügig höher als bei den Männern mit 87 %. Im Ergebnis waren unter den gewählten 180 Abgeordneten acht Frauen, ein Anteil von 4,4 %. Davon gehörten vier der BVP und jeweils zwei der SPD und der DDP an: Ellen Ammann (BVP), Aloisia Eberle (BVP), Maria Freifrau von Gebsattel (BVP), Therese Schmitt (BVP), Käthe Günther (DDP), Dr. Rosa Kempf (DDP), Aurelie Deffner (SPD) und Emilie Mauerer (SPD).
Insgesamt waren zwischen den Jahren 1918 und 1933 19 Frauen im Bayerischen Landtag vertreten, wovon fünf Frauen jedoch nur im provisorischen Nationalrat aktiv waren. Dabei waren die folgenden Parteien von Parlamentarierinnen vertreten: Bayerische Volkspartei, Bayerischer Mittelpartei (BMP), Deutsche Demokratische Partei, Sozialdemokratische Partei Deutschlands und die Kommunistische Partei Deutschlands. Die Vertreterinnen bürgerlicher Parteien gehörten überwiegend dem Bildungsbürgertum an und waren in ihrer beruflichen Tätigkeit meistens Lehrerinnen. Die Sozialdemokratinnen und Kommunistinnen entstammten der Arbeiterschaft und waren auch selbst überwiegend als Arbeiterinnen tätig.

## Fokus der politischen Arbeit der Parlamentarierinnen
Ungeachtet ihrer verhältnismäßig geringen Zahl schafften es die Parlamentarierinnen ihr politisches Mandat für wichtige Reformen zu nutzen. Dabei setzten sie sich über die Fraktionsgrenzen hinweg für die (rechtliche) Gleichberechtigung der Frau ein und stellten die herkömmlichen Geschlechterrollen in Frage, insbesondere in den Bereichen Bildung, Gesundheit und Soziales. So wurden neue Angebote in der Mädchen- und Frauenbildung geschaffen, die generelle Erwerbstätigkeit von Frauen erweitert, bspw. bei der Zulassung von Frauen bei Gericht als Schöffen oder der Anstellung von Ärztinnen. Nicht zuletzt behaupteten sich die parlamentarischen Pionierinnen aber auch in „harten“ Politikfeldern und gestalteten die Arbeit von zentralen Ausschüssen, wie denen für Verfassungsfragen, Staatshaushalt, Finanzen oder Wirtschaft, mit.